# Piragüismo en los Juegos Olímpicos de Londres 2012 – C-2 1000 metros masculino
La prueba C-2 1000 metros masculino de piragüismo en los Juegos Olímpicos de Londres 2012, se llevó a cabo entre el 7 al 9 de agosto, en Eton Dorney en Buckinghamshire.

## Horario
Todas las horas están en horario de verano (UTC+1)
| Fecha                       | Tiempo      | Ronda              |
| --------------------------- | ----------- | ------------------ |
| Martes, 7 de agosto de 2012 | 09:46 10:55 | Series Semifinales |
| Jueves, 9 de agosto de 2012 | 09:30       | Finales            |

## Resultados

### Series
El bote más rápido pasa a la final mientras que el resto califican para las semifinales (Q).

#### Serie 1
| Rank | Canoísta                          | País                          | Tiempo   | Notas |
| ---- | --------------------------------- | ----------------------------- | -------- | ----- |
| 1    | Peter Kretschmer Kurt Kuschela    | Alemania (GER)                | 3:34.435 | Q     |
| 2    | Alexey Korovashkov Ilya Pervukhin | Rusia (RUS)                   | 3:37.568 |       |
| 3    | Huang Maoxing Li Qiang            | República Popular China (CHN) | 3:38.483 |       |
| 4    | Jaroslav Radoň Filip Dvořák       | República Checa (CZE)         | 3:38.711 |       |
| 5    | Marcin Grzybowski Tomasz Kaczor   | Polonia (POL)                 | 3:38.759 |       |
| 6    | Alex Haas Jake Donaghey           | Australia (AUS)               | 3:52.589 |       |

#### Serie 2
| Rank | Canoísta                                  | País              | Tiempo   | Notas |
| ---- | ----------------------------------------- | ----------------- | -------- | ----- |
| 1    | Sergiy Bezugliy Maxym Prokopenko          | Azerbaiyán (AZE)  | 3:38.042 | Q     |
| 2    | Erlon Silva Ronilson Oliveira             | Brasil (BRA)      | 3:41.014 |       |
| 3    | Andrei Bahdanovich Aliaksandr Bahdanovich | Bielorrusia (BLR) | 3:42.599 |       |
| 4    | Alexandru Dumitrescu Victor Mihalachi     | Rumania (ROU)     | 3:43.787 |       |
| 5    | Serguey Torres José Carlos Bulnes         | Cuba (CUB)        | 3:44.341 |       |
| 6    | Fortunato Pacavira Nelson Henriques       | Angola (ANG)      | 4:16.478 |       |

### Semifinales
Los tres canoístas más rápidos en cada semifinal califican a la final A. Los dos canoístas más lentos en cada semifinal califican para la final B.

#### Semifinal 1
| Rank | Canoísta                                  | País              | Tiempo   | Notas |
| ---- | ----------------------------------------- | ----------------- | -------- | ----- |
| 1    | Alexey Korovashkov Ilya Pervukhin         | Rusia (RUS)       | 3:36.456 | Q     |
| 2    | Andrei Bahdanovich Aliaksandr Bahdanovich | Bielorrusia (BLR) | 3:36.540 | Q     |
| 3    | Alexandru Dumitrescu Victor Mihalachi     | Rumania (ROU)     | 3:36.551 | Q     |
| 4    | Marcin Grzybowski Tomasz Kaczor           | Polonia (POL)     | 3:37.695 |       |
| 5    | Alex Haas Jake Donaghey                   | Australia (AUS)   | 3:52.018 |       |

#### Semifinal 2
| Rank | Canoísta                            | País                          | Tiempo   | Notas |
| ---- | ----------------------------------- | ----------------------------- | -------- | ----- |
| 1    | Huang Maoxing Li Qiang              | República Popular China (CHN) | 3:37.746 | Q     |
| 2    | Jaroslav Radoň Filip Dvořák         | República Checa (CZE)         | 3:37.839 | Q     |
| 3    | Serguey Torres José Carlos Bulnes   | Cuba (CUB)                    | 3:41.619 | Q     |
| 4    | Erlon Silva Ronilson Oliveira       | Brasil (BRA)                  | 3:42.101 |       |
| 5    | Fortunato Pacavira Nelson Henriques | Angola (ANG)                  | 4:18.543 |       |

### Finales

#### Final B
| Rank | Canoísta                            | País            | Tiempo   | Notas |
| ---- | ----------------------------------- | --------------- | -------- | ----- |
| 1    | Marcin Grzybowski Tomasz Kaczor     | Polonia (POL)   | 3:37.692 |       |
| 2    | Erlon Silva Ronilson Oliveira       | Brasil (BRA)    | 3:41.484 |       |
| 3    | Alex Haas Jake Donaghey             | Australia (AUS) | 3:50.782 |       |
| 4    | Fortunato Pacavira Nelson Henriques | Angola (ANG)    | 4:15.497 |       |

#### Final A
| Rank              | Canoísta                                  | País                          | Tiempo   | Notas |
| ----------------- | ----------------------------------------- | ----------------------------- | -------- | ----- |
| Medalla de oro    | Peter Kretschmer Kurt Kuschela            | Alemania (GER)                | 3:33.804 |       |
| Medalla de plata  | Andrei Bahdanovich Aliaksandr Bahdanovich | Bielorrusia (BLR)             | 3:35.206 |       |
| Medalla de bronce | Alexey Korovashkov Ilya Pervukhin         | Rusia (RUS)                   | 3:36.414 |       |
| 4                 | Sergiy Bezugliy Maxym Prokopenko          | Azerbaiyán (AZE)              | 3:37.219 |       |
| 5                 | Jaroslav Radoň Filip Dvořák               | República Checa (CZE)         | 3:37.601 |       |
| 6                 | Serguey Torres José Carlos Bulnes         | Cuba (CUB)                    | 3:42.357 |       |
| 7                 | Alexandru Dumitrescu Victor Mihalachi     | Rumania (ROU)                 | 3:43.005 |       |
| 8                 | Huang Maoxing Li Qiang                    | República Popular China (CHN) | 3:48.930 |       |